# Bibian Mentel
Bibian Mentel (Utrecht, 27 september 1972 – Loosdrecht, 29 maart 2021) was een Nederlandse snowboardster. Zij werd zes keer Nederlands kampioen op het onderdeel halfpipe en zeven maal Nederlands kampioen snowboardcross, de laatste keer ruim een half jaar na amputatie van haar rechterbeen. Ze was drievoudig paralympisch kampioen en viervoudig para-wereldkampioen. Naast haar sportloopbaan zette ze zich in om kinderen en jongvolwassenen met een beperking aan het sporten te krijgen.

## Carrière
Bibian Mentel begon met snowboarden in 1993. Op dat moment studeerde ze rechten in Amsterdam, na het behalen van haar propedeuse vertrok Mentel naar de bergen om zich op het snowboarden te concentreren. De sport werkte zodanig motiverend dat ze in de negen daaropvolgende jaren in de sport actief zou blijven en daarvoor haar studie opgaf. Na kleinere wedstrijden reed ze in 1996 mee in haar eerste wereldbekerwedstrijd.
In december 1999 viel ze tijdens de voorbereiding van een wereldbekerwedstrijd in het Amerikaanse Breckenridge. Hierbij scheurden haar enkelbanden in, maar na zes weken trainen bij de fysiotherapeut mocht ze ondanks een opgezwollen enkel weer snowboarden. Ze maakte het seizoen af en de resultaten waren goed. De nog altijd opgezwollen enkel kreeg rust en zag er na een maand weer normaal uit, maar bij de eerstvolgende conditietraining was het meteen weer mis, waarna ze door de fysio werd doorverwezen naar het ziekenhuis. Op röntgenfoto's werd een plek op het bot van haar scheenbeen ontdekt. Pas na drie maanden kon men een diagnose stellen: het bleek te gaan om een kwaadaardige tumor, oftewel botkanker. De tumor werd verwijderd en Mentel was weer een kandidate voor de Olympische Winterspelen 2002 in Salt Lake City. Bij het hervatten van de training bleek de tumor echter weer terug te zijn en korte tijd later bleek de tumor zelfs al in het botvlies te zitten, met het risico van uitzaaiing in het bloed. De keus waarvoor zij werd gesteld was doorgaan met behandelingen met alle risico's van dien, of het been laten amputeren. Mentel vroeg een gesprek aan met een prothesebouwer en koos hierna voor amputatie.
Vier maanden na de amputatie stond ze voor het eerst weer op een snowboard. In eerste instantie was het wel pijnlijk, maar toch was ze al meteen in staat bochten te draaien, terwijl ze op straat niet eens zonder krukken kon lopen. Opnieuw drie maanden later, in januari 2002, werd ze gevraagd om de prijsuitreiking te doen voor de Nederlandse kampioenschappen halfpipe. Eenmaal daar begon de wedstrijdspanning weer op te laaien en besloot ze later die week mee te doen met het Nederlands kampioenschap snowboardcross, dat ze op haar naam wist te schrijven. In 2003 deed ze niet mee vanwege zwangerschap, maar in 2004 werd ze tweede op de halfpipe, terwijl de snowboardcross niet doorging vanwege het slechte weer.
In 2013 kwalificeerde Mentel zich voor de Paralympische Winterspelen 2014 in Sotsji. Bij de openingsceremonie droeg zij de Nederlandse vlag. Op de paralympische snowboardcross, voor het eerst een onderdeel op de Spelen, won ze goud. Bij de sluitingsceremonie kreeg ze de Whang Youn Dai Achievement Award uit handen van naamgeefster Whang Youn Dai. Op 16 december 2014 werd Mentel tijdens het NOC/NSF Sportgala verkozen tot Paralympische sporter van het Jaar. Nog geen twee weken later, op 28 december, maakte ze bekend dat er wederom kankercellen waren gevonden, ditmaal in de long. Desondanks zei ze mee te willen doen aan de WK in februari 2015. Tijdens dat WK in het Spaanse La Molina won ze goud op de onderdelen snowboardcross en banked slalom. In juni 2016 werd opnieuw kanker bij haar geconstateerd. Op de Paralympische Spelen in Pyongchang (2018) won zij niettemin goud op de snowboardcross.

## Overige bezigheden

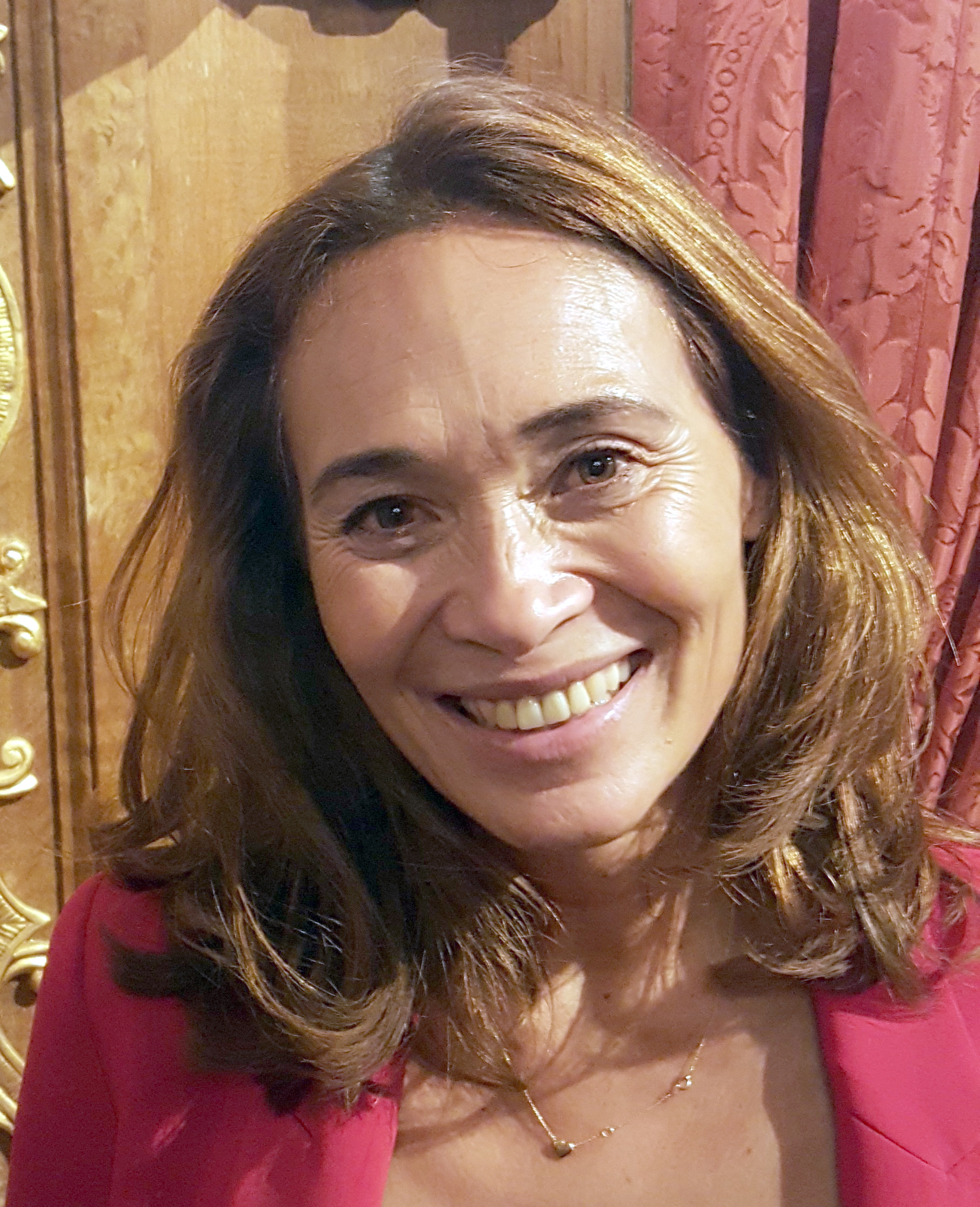
Bibian Mentel in het Mauritshuis in Den Haag op 8 november 2018

Bibian Mentel richtte in 2012 de Mentelity Foundation op.  Een stichting die kinderen en jongvolwassenen met een lichamelijke beperking aan het sporten wil krijgen. Bovendien werd dankzij haar inspanningen snowboarden toegevoegd aan het programma van de Paralympische Spelen. In 2004 studeerde ze af aan de Randstad Topsport Academie voor de opleiding Commerciële Economie en in 2013 aan het Johan Cruyff Institute voor de International Master of Sport Management. Mentel gaf les op een wakeboardschool in Loosdrecht. Op 8 november 2018 was ze voor een dag gastdirecteur van het Mauritshuis. In 2019 bereikte Mentel in Dancing with the Stars met danspartner Joost Findhammer de finale. Ook gaf ze in 2020 een gastles bij het tv-programma Dream School.
In 2012 coachte ze (toekomstig) para-atlete Fleur Jong bij haar revalidatie na een been-amputatie.
In 2023, twee jaar na Bibian Mentel's overlijden, besloot de Mentelity foundation om haar nalatenschap in stand te houden en heeft de eigen naam aangepast naar Bibian Mentel foundation . De oude naam leeft voort in het Credo van de stichting: "It's all about Mentelity"

## Ziekte
Op 27-jarige leeftijd werd bij haar botkanker geconstateerd. Na een aantal operaties leek het beter te gaan met haar gezondheid. In totaal werd zij vijftien keer door symptomen van de ziekte getroffen. In maart 2021 werden uitzaaiingen in haar hersenen geconstateerd, waarbij behandeling volgens haar artsen onmogelijk zou zijn. Bibian Mentel overleed op 29 maart 2021 op 48-jarige leeftijd aan de gevolgen van kanker. Ze is op 3 april 2021 gecremeerd in Laren.

## Erkenning
- 2012: Ridder in de Orde van Oranje-Nassau.
- 2018: Opzij Top 100 meest invloedrijke vrouw in de categorie sport.[10]
- 2021: Fanny Blankers-Koen Carrièreprijs.
- 2021: Duurzaam Lintje[11]

## Belangrijkste resultaten

### Paralympische Winterspelen
| Jaar | Plaats      | Resultaten                      |
| ---- | ----------- | ------------------------------- |
| 2014 | Sotsji      | Snowboard cross                 |
| 2018 | Pyeongchang | Snowboard cross · Banked slalom |

### Paralympisch WK snowboarden
| Jaar | Plaats    | Resultaten                      |
| ---- | --------- | ------------------------------- |
| 2015 | La Molina | Snowboard cross · Banked slalom |
| 2017 | Big White | Snowboard cross · Banked slalom |

### Bestseller 60
| Boeken met noteringen in de Nederlandse Bestseller 60 | Jaar van verschijnen | Datum van binnenkomst | Hoogste positie | Aantal weken | Opmerkingen                            |
| ----------------------------------------------------- | -------------------- | --------------------- | --------------- | ------------ | -------------------------------------- |
| LEEF                                                  | 2018                 | 17-10-2018            | 15              | 3            |                                        |
| LEEF                                                  | 2021                 | 28-04-2021            | 9               | 8            | speciale heruitgave na haar overlijden |